# Корда, Альберто
Альбе́рто Ди́ас Гутье́ррес (исп. Alberto Díaz Gutiérrez), более известный как Альберто Корда (исп. Alberto Korda) или просто Корда (14 сентября 1928, Гавана, Куба — 25 мая 2001, Париж, Франция) — кубинский фотограф, автор знаменитой фотографии Че Гевары Guerrillero Heroico («Героический партизан»).

## Биография
В 1946—1950 г. изучал торговлю в гаванском Кандлер Колледж (Candler College), затем продолжил обучение в Гаванской деловой академии. В 1956 г. основал собственную студию на Calle 21 Vedada в Гаване и стал работать там полный день. С 1959—1962 гг. был репортёром ежедневной кубинской газеты «Revolución».
Псевдоним Корда был взят в честь венгерских режиссёров Золтана и Александра Корды.

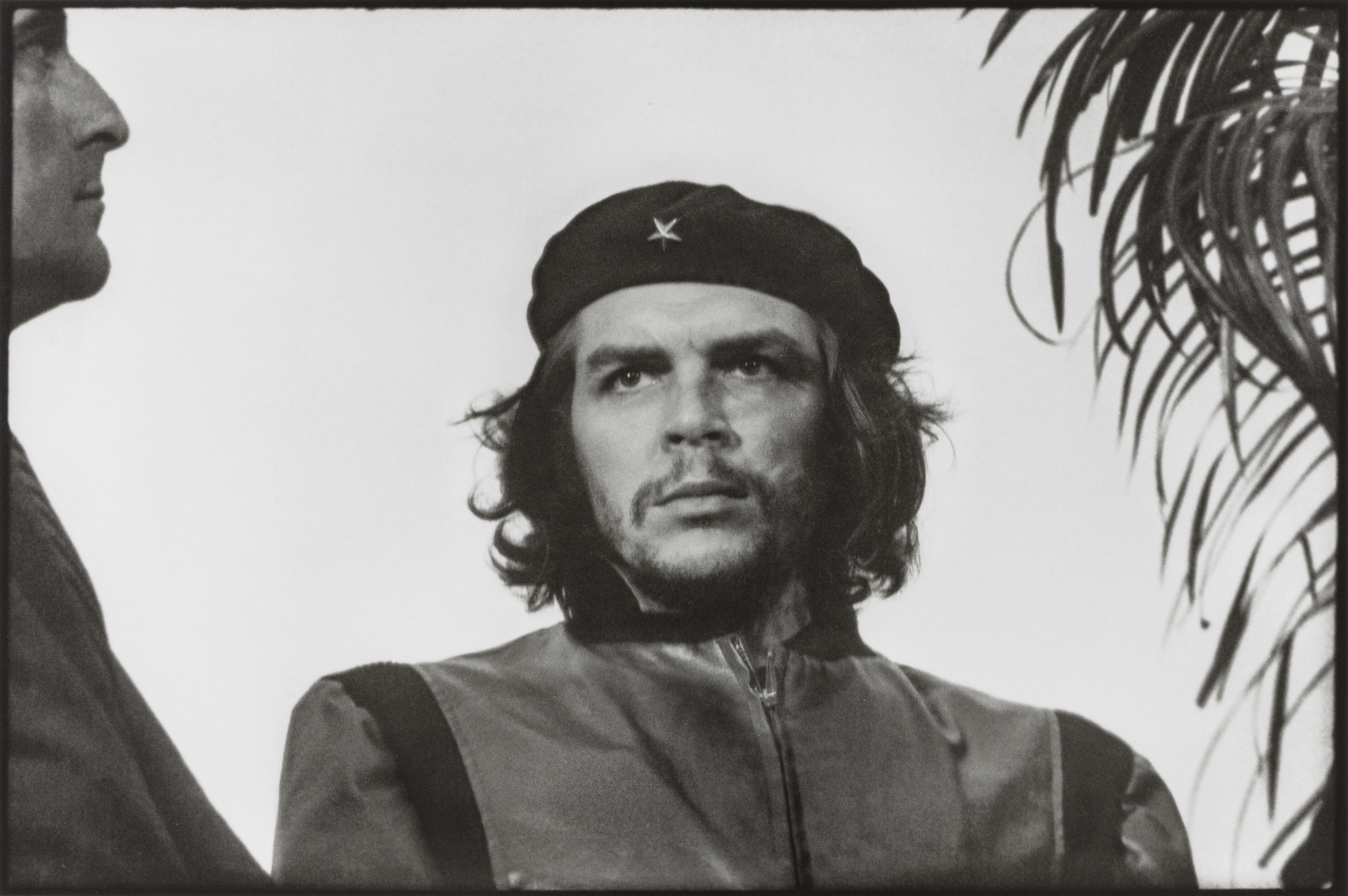

В 1959 году, Альберто стал участником фотографической группы, которая сопровождала Фиделя Кастро в США. Ещё Корда смог получить вакантное место фотографа в Гаванском издании Weekly, там он занимался модной фотографией.
Будучи фотографом «Revolución», 5 марта 1960 года на траурном митинге, посвящённом жертвам теракта, в Гаване в 12 часов 13 минут снял культовую фотографию Че Гевары, ставшую всемирным символом революции и мятежа. Он никогда не получал авторских отчислений за изображение, поскольку Фидель Кастро не признал Бернскую конвенцию. Несмотря на это, в 2000 году он выиграл дело у компании Smirnoff, использовавшей изображение в рекламе. Комментируя незаконное использование его фотографии, художник сказал: «Как сторонник идеалов, за которые умер Че Гевара, я не питаю неприязни к тем, кто хочет распространять его память и дело социальной справедливости по всему миру, но я категорически против эксплуатации изображения Че для продвижения таких продуктов, как алкоголь или для любых целей, порочащих репутацию Че». Полученные в результате полюбовного соглашения 50 000 $ были пожертвованы кубинской здравоохранительной системе. Он сказал: «Если бы Че был всё ещё жив, он бы поступил так же». Тем не менее, он сказал репортёру BBC World Service, что дал в 1999 году разрешение на адаптацию «Che Jesus» для Churches Advertising Network, направленную на увеличение прихода церквей в Соединённом королевстве.
Корда безвозмездно отдал фотографию итальянскому издателю Джанджакомо Фельтринелли, известному публикацией «Доктора Живаго». Фельтриннели обладал некоторое время правами на фотографию.
После революции в течение десяти лет Корда был личным фотографом Фиделя Кастро. С 1968 по 1978 гг. он сконцентрировался на подводной фотографии вплоть до японской выставки 1978 г., вызвавшей международный интерес к его работам. Также он кратко появлялся в прологе фильма Вима Вендерса «Клуб Буэна Виста», но не был упомянут в титрах. В 2005 году, через четыре года после смерти, Альберто Корда стал главным героем в полнометражном документальном фильме «Kordavision».
Мировую популярность Альберто Корда получил благодаря своим революционным снимкам, и они же принесли ему звание «Лучший революционный фотограф 1960—1963 годов».
Корда умер в результате инфаркта в Париже в 2001 г. во время своей выставки. Похоронен на кладбище Колон в Гаване.

## Цитаты
В капиталистических странах с этим проще: если ты сфотографировал Рейгана и подписал «Рузвельт», тебя просто уволят. Если бы я под фотографией Фиделя написал «Рауль», меня бы расстреляли — Альберто Корда об ответственности фотокорреспондента.

Забудь про камеру, забудь про объектив, забудь про всё это. Любой четырёхдолларовой камерой ты можешь снять лучшую фотографию— Совет Альберто Корда страстным фотографам.  

## Выставки
Участник более 50 персональных выставок, в том числе в Хельсинки, 1962 г.; в «Gallería H. Diafragma Canon», Милан, 1985 г.; в Galería Servando Cabrera, Гавана, 1986 г.; в «Roy Boyd Gallery», Чикаго, в 2000 г.

## Награды
- Награждён кубинской «Palma de Plata» в 1959 г.
- Назван Лучшим фотографом года гаванским «Revolución Journal» в 1960—1963 гг.
- Лауреат 5-й Международной премии подводной фотографии «Maurizio Sana», Италия в 1979 г.
- Награждён Знаком отличия национальной культуры Министерством культуры Кубы в 1994 г.
- Награждён премией «Olorum Cubano» Кубинского фонда фотографии в 1998 г.
- Первая премия «Foto Histórica» журнала «Revolución y Cultura», 10 национальный салон фотографии 26 июля, Куба, в 1980 г.